# Ptilobola inornatella
Ptilobola inornatella är en fjärilsart som beskrevs av Walsingham 1891. Ptilobola inornatella ingår i släktet Ptilobola och familjen plattmalar. Inga underarter finns listade i Catalogue of Life.